# مارینکو میلیتیچ
مارینکو میلیتیچ (انگلیسی: Marinko Miletić؛ زادهٔ ۸ اکتبر ۱۹۸۰) بازیکن فوتبال اهل آلمان است.
از باشگاه‌هایی که در آن بازی کرده‌است می‌توان به باشگاه فوتبال روت وایس اهلن، باشگاه فوتبال سن پائولی، باشگاه فوتبال بروسیا مونشن‌گلادباخ، و باشگاه فوتبال فورتونا دوسلدورف اشاره کرد.